# Biblioteca del Pontificio Istituto Biblico
La biblioteca del Pontificio Istituto Biblico è un sussidio scientifico dell'istituzione a cui è legata, sita a Roma in piazza della Pilotta 35, nell'antico palazzo Muti Papazzurri. Dal 1928 insieme all'Istituto fa parte del Consorzio Gregoriano e dal 1991 della rete URBE (Unione Romana Biblioteche Ecclesiastiche).

## Storia
La nascita della biblioteca è contemporanea a quella del Pontificio Istituto Biblico. Il 7 maggio 1909 con la lettera apostolica Vinea Electa Pio X stabilisce la creazione di una biblioteca biblica per contenere tutte le opere antiche e recenti necessarie ed utili per un vero progresso della scienza biblica.

### Accrescimento della biblioteca

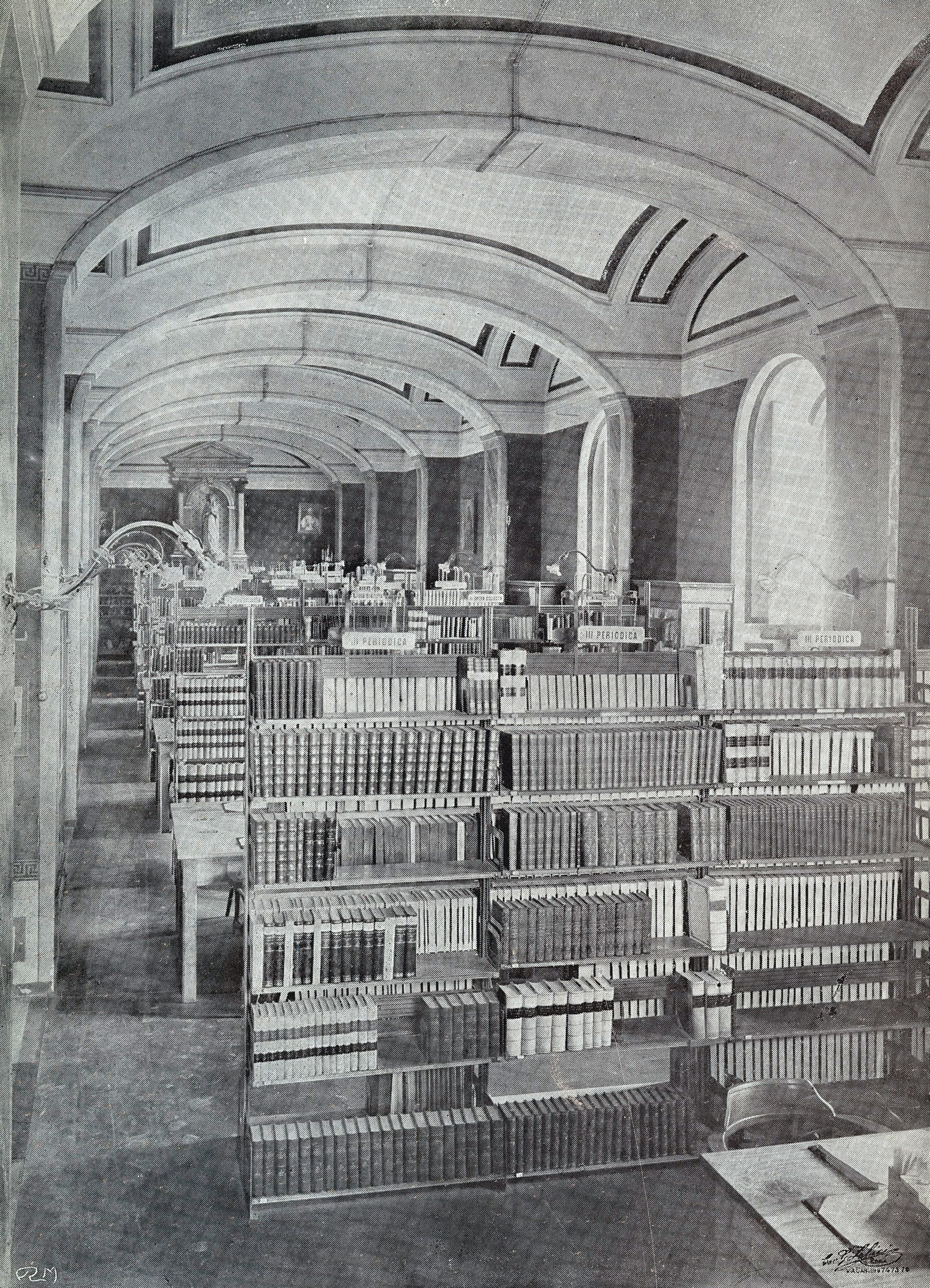
La prima sede della biblioteca nel Collegio Leoniano a Roma 1909-1910

Già dal primo finanziamento all'Istituto è evidente un notevole impegno da parte della Compagnia di Gesù per fornire la Biblioteca di tutto il necessario: le scaffalature in primis e un nucleo di libri provenienti da tutta Europa in secundis, con prevalenza di opere in lingua tedesca, preferite dal rettore P. Leopold Fonck, e di acquisti dalla libreria di Bretschneider a Roma. Del primo nucleo di acquisti, anteriori al 25 ottobre 1909, fanno parte le patrologie del Migne, cinquantadue volumi del Corpus Scriptorum Ecclesiasticorum Latinorum, i commentari di Antico e Nuovo Testamento di Carl Friedrich Keil e Franz Delitzsch e altre centinaia di opere.

L'anno seguente, con un documento firmato dal cardinale segretario di Stato Rafael Merry del Val  in data 29 dicembre 1910, P. Fonck ottiene in prestito dalla Biblioteca Apostolica Vaticana le opere acquisite da Leone XIII per una futura biblioteca biblica (i libri sugli scavi e sugli studi archeologici di Palestina e dell'Assiria, le riviste esegetiche ed orientali) e i duplicati della Vaticana di materia biblica. Questi volumi, rimanendo di fatto di proprietà della Santa Sede, costituiscono il secondo importante nucleo compositivo della biblioteca del Pontificio Istituto Biblico.
Tra il 1909 e e il 1934 la biblioteca si arricchisce annualmente con donazioni di numerosi benefattori, tra le quali quella della famiglia du Coëtlosquet, dei fratelli Augustin e Joseph Lémann, di Joseph Markwart e con le opere arrivate per recensione alla rivista "Biblica" e più tardi anche a "Orientalia". Grazie anche agli acquisti diretti coi fondi provenienti dalla Compagnia di Gesù, la Biblioteca arriva a possedere nel 1934, come testimonia il P. Rettore di allora A. Bea, il doppio dei volumi rispetto al 1914, ossia circa centomila.

Con l'aumentare dei volumi, nell'estate del 1970 viene creato un deposito di libri e riviste, raramente consultati a causa della loro antichità, iniziativa seguita anche da P. Saverio Corradino, che dal 1976 comincia a ritirare dalla biblioteca tutte le opere anteriori al XIX sec. per collocarle nel nuovo deposito. 
Un'altra tappa fondamentale per la storia della biblioteca si data al 1992, quando si avvia l'informatizzazione del catalogo.

La biblioteca, nei suoi oltre cento anni di storia, si arricchisce anche grazie alle donazioni di volumi rari e libri pertinenti alle materie di insegnamento e di ricerca da parte dei professori dell'Istituto, raggiungendo oltre 187.000 volumi.

### Struttura architettonica della biblioteca

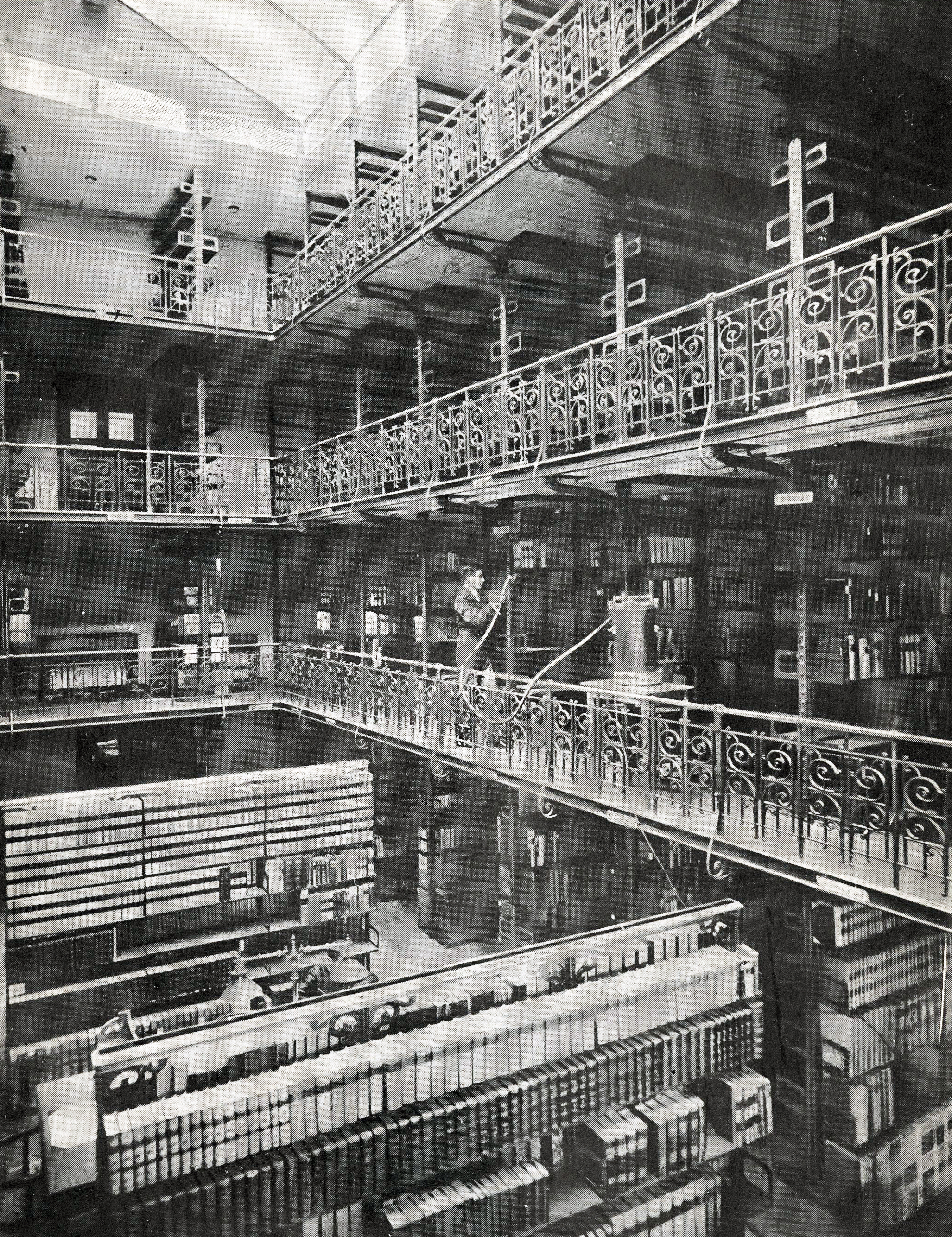
Aula centrale della biblioteca del Pontificio Istituto Biblico nel 1911/1912

Lo spostamento della biblioteca dalla sua prima sede presso il Collegio Apostolico Leoniano a Roma alla nuova sede durante l'estate del 1911 è possibile grazie a un intervento architettonico avvenuto negli anni 1910-1911 nell'antico Palazzo Muti dei marchesi Papazzurri. La struttura architettonica viene progettata dall'architetto Hermann Joseph Hürth di Aquisgrana ed eseguita dalla ditta Netter & Jacobi. Il cortile del palazzo viene coperto e trasformato in un grande ambiente, dove trova posto l'allora "Aula Magna" (adesso Aula Pio X), al di sopra della quale viene realizzata la torre libraria a quattro livelli di scaffalature in stile Liberty..

### Aula Orientalis
Con la nascita nel 1932 della seconda facoltà dell’Istituto dedicata agli studi sul Vicino Oriente Antico, la Biblioteca comincia a organizzare un fondo orientalistico ricco di pubblicazioni rare e di pregio, sia monografiche che periodiche, relative al mondo egizio e mesopotamico. A decorrere dal 1949 il materiale orientalistico viene collocato in un’aula della biblioteca, situata all'angolo sud-est del secondo piano del palazzo, plasmando in tal modo il primo embrione dell'Aula Orientalis. . La sua posizione attuale nell'angolo sud-ovest del secondo piano del palazzo si deve al progetto di rinnovamento dell’edificio realizzato tra il 1970 e il 1975.  Nel 1989 la sua collezione si arricchisce di una donazione del fondo egiziano e copto di P. Pierre du Bourguet SJ, ex direttore della sezione orientalistica del Museo del Louvre. Attualmente l'Aula Orientalis, estesa in tre sale, contiene circa 12.500 volumi di libri e riviste concernenti Sumerologia, Assiriologia, Ittitologia ed Egittologia.

## Collezioni
La biblioteca del Pontificio Istituto Biblico possiede oggi:
| Tipo del materiale | Numero                             | Periodo          |
| ------------------ | ---------------------------------- | ---------------- |
| Manoscritti        | 41 esemplari                       |                  |
| Incunaboli         | 27 esemplari                       | fino al 1500     |
| Cinquecentine      | 924 record bibliografici           | dal 1501 al 1600 |
| Seicentine         | 1690 record bibliografici          | dal 1601 al 1700 |
| Settecentine       | 2414 record bibliografici          | dal 1701 al 1800 |
| Stampati moderni   | oltre 125.000 record bibliografici | dal 1801         |
| Periodici          | 812 titoli                         |                  |

### Alcuni esempi

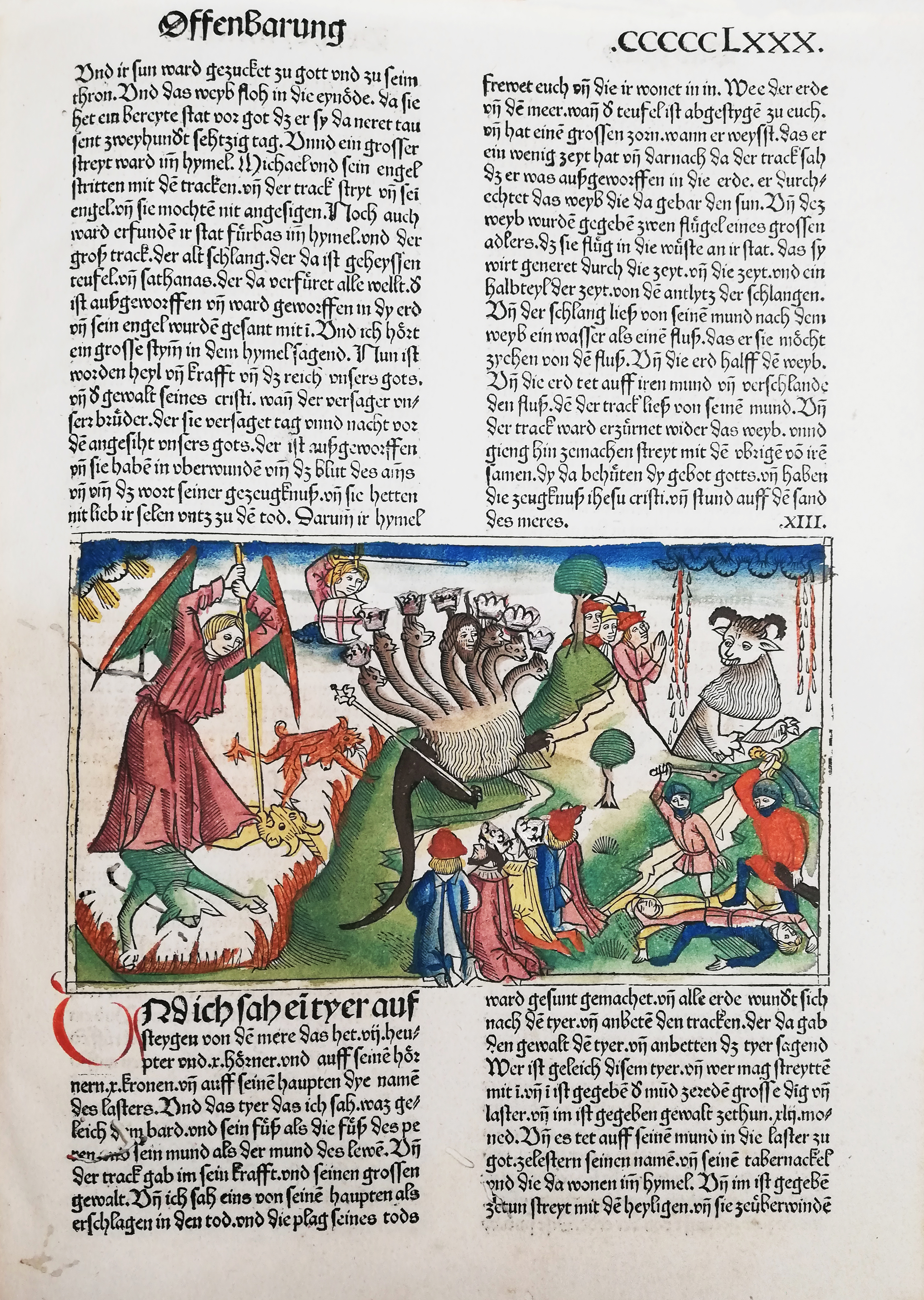
Bibbia di Koberger, Norimberga, 1483 - Apocalisse
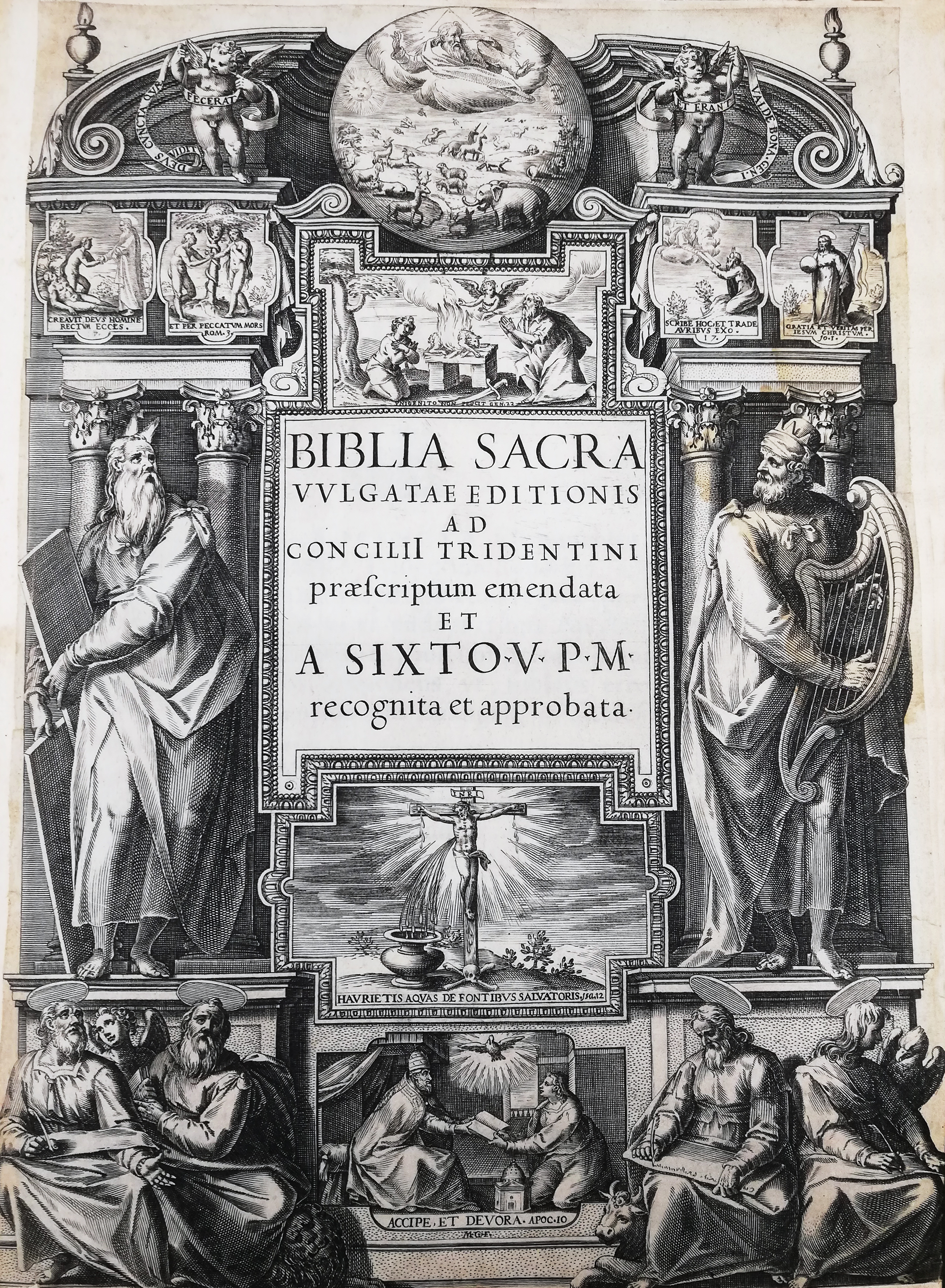
Bibbia Sistina Vulgata, Roma, 1590 - Frontespizio
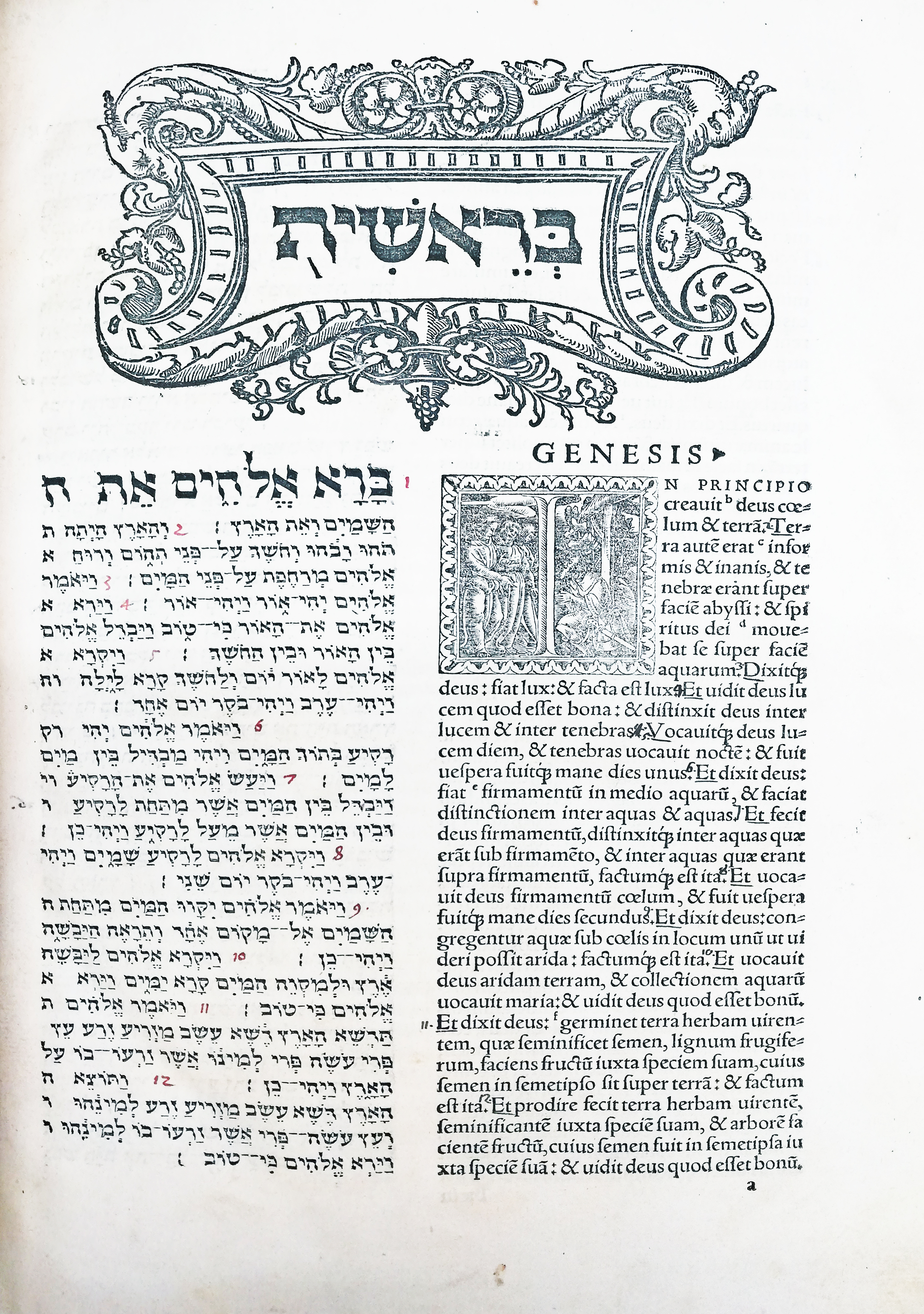
Bibbia in ebraico e latino, Basilea, 1534-35 - Genesi
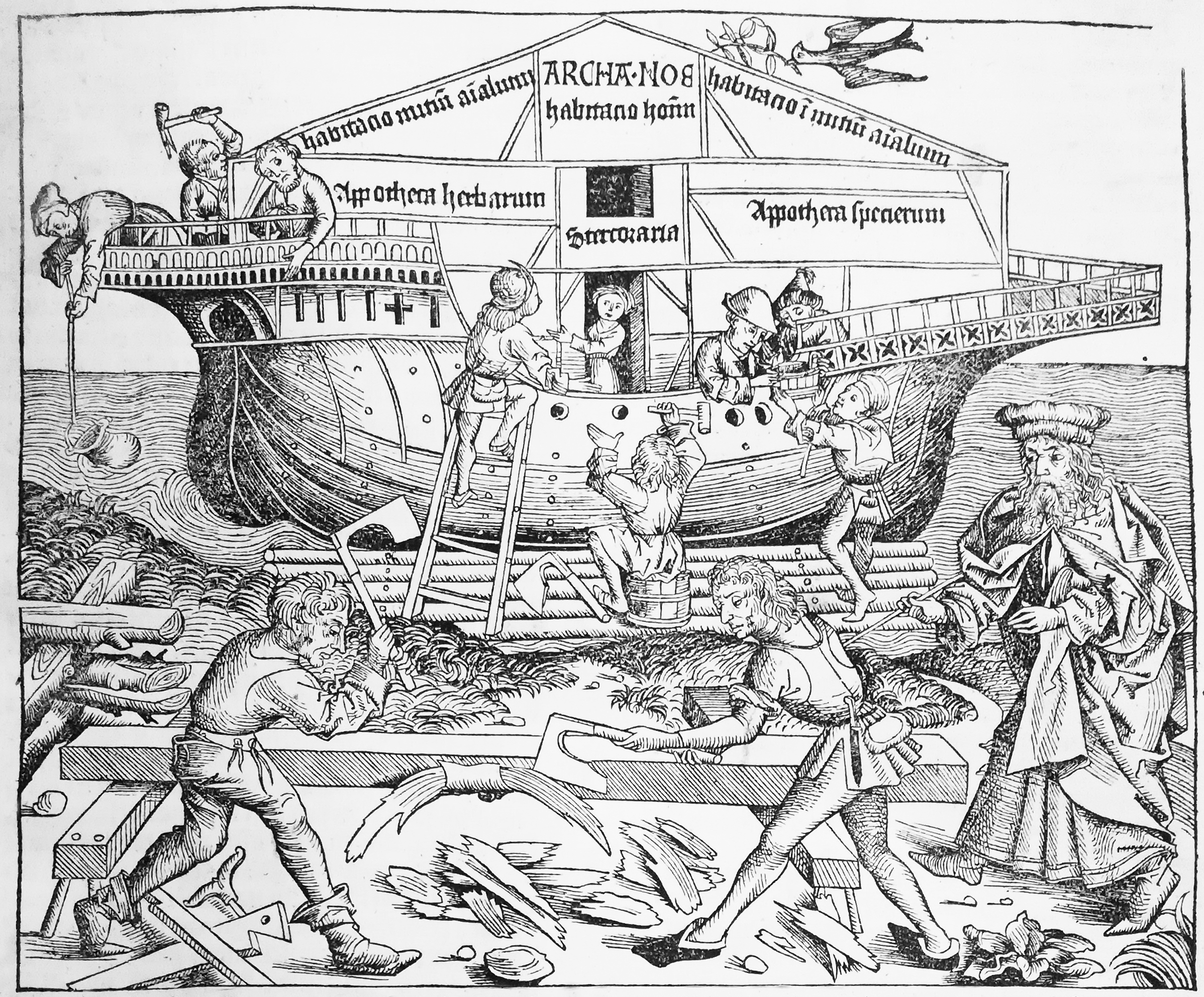
Cronache di Norimberga, Norimberga, 1493 - Costruzione dell'Arca di Noè (versione non colorata)

## Cronotassi

### Cronotassi dei bibliotecari
- SCHELLAUF Joseph, S.J. († 1920) 1910-1915
- FONCK Leopold, S.J. († 1930) 1915-1923
- VACCARI Alberto, S.J. († 1965) 1923-1925
- VILAR Juan, S.J. (^) 1925-1927
- DA FONSECA Luis Gonzaga, S.J. († 1963) 1927-1929
- MESSINA Giuseppe, S.J. († 1951) 1929-1941
- BURGI Emiliano, S.J. († 1969) 1941-1948
- DES PLACES Édouard, S.J. († 2000) 1948-1966
- MECH Paul, S.J. († 1999) 1966-1973
- COSTELLOE Joseph M., S.J. († 2000) 1973-1975
- CORRADINO Saverio, S.J. († 1997) 1975-1983
- BERTELS Henry J., S.J. († 2013) 1983-2002
- DUGAN James, S.J. 2002-2009
- JANSSENS Jos, S.J. 2009-2015
- WISNIEWSKI P. Adam 2015-